# Rio Kelang
O rio Kelang é um rio que nasce no Centro da Malásia Peninsular e atravessa a capital do país, Kuala Lumpur, indo desaguar no Estreito de Malaca, junto do Port Kelang (Porto Kelang, antigo Port Swettenham), tendo 120 km de extensão. 
Este moderno porto de contentores foi ampliado a fim de reduzir a dependência da Malásia relativamente a Singapura. A cidade de Kelang, 19 km a montante do porto, é um dormitório da capital. O vale fluvial é uma zona de desenvolvimento industrial.